# カプコンカップ
カプコンカップ（英: Capcom Cup）は対戦型格闘ゲームのeスポーツ大会の一つ。主催はカプコン。

## 概要
2013年に第1回大会が開始されたカプコン公認の格闘ゲームの世界大会であり、2022年以降は世界各地で行われる公式大会の優勝者および上位進出者により出場が争われる。
カプコン主催としては最高峰の大会として位置付けられている。
2014年から2019年までは世界各国で開催される公式認定大会CAPCOM PRO TOUR（カプコンプロツアー）の獲得ポイントにより出場権が与えられた。
カプコンプロツアー、カプコンカップ共に米国内のグループ統括会社であるCAPCOM USA,INC.が管理する。

メインにストリートファイターの個人戦と団体戦があり、第1回大会ではVS.シリーズのタイトルの競技も併せて開催された。

## 大会結果

### 個人戦(カプコンカップ)
| 回 | 年度    | 開催地           | 競技タイトル                     | 順位                               | 順位                               | 順位                               | 順位                               |
| 回 | 年度    | 開催地           | 競技タイトル                     | 優勝                               | 準優勝                             | 3位                                | 4位                                |
| -- | ------- | ---------------- | -------------------------------- | ---------------------------------- | ---------------------------------- | ---------------------------------- | ---------------------------------- |
| 1  | 2013    | バーリンゲーム   | Super Street Fighter IV: AE 2012 | sako                               | Xian                               | ふ～ど                             | ハイタニ                           |
| 1  | 2013    | バーリンゲーム   | Ultimate Marvel vs. Capcom 3     | ChrisG                             | IFC Yipes                          | Filipino Champ                     | ネモ                               |
| 1  | 2013    | バーリンゲーム   | Street Fighter X Tekken Ver.2013 | Infiltration                       | TampaBison                         | Justin Wong                        | Alex Valle                         |
| 2  | 2014    | サンフランシスコ | Ultra Street Fighter IV          | ももち                             | Xian                               | Luffy                              | Infiltration                       |
| 3  | 2015    | サンフランシスコ | Ultra Street Fighter IV          | かずのこ                           | ウメハラ                           | Xian                               | Poongko                            |
| 4  | 2016    | アナハイム       | Street Fighter V                 | NuckleDu                           | Ricki Ortiz                        | かずのこ                           | ハイタニ                           |
| 5  | 2017    | アナハイム       | Street Fighter V                 | MenaRD                             | ときど                             | ネモ                               | もけ                               |
| 6  | 2018    | ラスベガス       | Street Fighter V: AE             | ガチくん                           | 板橋ザンギエフ                     | 藤村                               | Xian                               |
| 7  | 2019    | ロサンゼルス     | Street Fighter V: AE             | iDom                               | Punk                               | Phenom                             | マゴ                               |
| 8  | 2020    | パリ             | Street Fighter V: CE             | 新型コロナウイルス感染症により中止 | 新型コロナウイルス感染症により中止 | 新型コロナウイルス感染症により中止 | 新型コロナウイルス感染症により中止 |
| 9  | 2022-23 | ハリウッド       | Street Fighter V: CE             | MenaRD                             | Zhen                               | iDom                               | Mister Crimson                     |
| 10 | 2023-24 | ハリウッド       | Street Fighter 6                 | UMA327                             | Chris Wong                         | ガチくん                           | NL                                 |
| 11 | 2024-25 | 両国             | Street Fighter 6                 | 翔                                 | BLAZ                               | LeShar                             | Angry Bird                         |
| 12 | 2025-26 | 両国             | Street Fighter 6                 |                                    |                                    |                                    |                                    |

### 団体戦(ストリートファイターリーグ:ワールドチャンピオンシップ)
| 回 | 年度    | 競技タイトル         | 優勝チーム       | メンバー | メンバー   | メンバー | メンバー    |
| -- | ------- | -------------------- | ---------------- | -------- | ---------- | -------- | ----------- |
| 7  | 2019    | Street Fighter V: AE | マゴスカーレット | マゴ     | まちゃぼー | ユージ   | なし(3人制) |
| 9  | 2022-23 | Street Fighter V: CE | Good 8 Squad     | ガチくん | カワノ     | ぷげら   | どぐら      |
| 10 | 2023-24 | Street Fighter 6     | BANDITS          | MenaRD   | ChrisT     | Caba     | Xiaohai     |
| 11 | 2024-25 | Street Fighter 6     | Good 8 Squad     | ガチくん | カワノ     | ぷげら   | YHC-餅      |
| 12 | 2025-26 | Street Fighter 6     |                  |          |            |          |             |

## 最終ポイント
| 年   | 競技タイトル            | 1位          | pt   | 2位          | pt   | 3位         | pt   | 4位        | pt   | 5位       | pt   |
| ---- | ----------------------- | ------------ | ---- | ------------ | ---- | ----------- | ---- | ---------- | ---- | --------- | ---- |
| 2014 | Ultra Street Fighter IV | Luffy        | 1921 | ボンちゃん   | 856  | Xian        | 752  | Snake Eyez | 728  | Ryan Hart | 718  |
| 2015 | Ultra Street Fighter IV | ももち       | 1374 | Infiltration | 1076 | ボンちゃん  | 896  | Xian       | 798  | GamerBee  | 740  |
| 2016 | Street Fighter V        | Infiltration | 1670 | ときど       | 1048 | Justin Wong | 984  | NuckleDu   | 869  | ふ～ど    | 804  |
| 2017 | Street Fighter V        | Punk         | 3080 | ときど       | 2125 | NuckleDu    | 1870 | 藤村       | 1821 | ハイタニ  | 1820 |
| 2018 | Street Fighter V: AE    | ときど       | 4431 | 藤村         | 2971 | ProblemX    | 2771 | ふ～ど     | 2301 | sako      | 2241 |
| 2019 | Street Fighter V: AE    | Punk         | 4815 | ボンちゃん   | 4045 | ときど      | 3225 | ふ～ど     | 2370 | HotDog29  | 2150 |

※2013年度はポイント制ではなかったため未記載。

※大会によって稼げるポイントに差があるがEVOなどの巨大な大会ではポイント数は高い。

※2020年度以降、新型コロナウイルス感染症による中止を挟んでポイント制は廃止され、各地の大会優勝者もしくは上位進出者が出場する形式に変更された。

## 開催方式

### 2013
- 開催地　アメリカ・カリフォルニア
- 日時　2013年12月14日(現地時間)

### 2014
- 開催地　アメリカ・カリフォルニア
- 日時　2014年12月13日(現地時間)

### 2015
- 開催地　アメリカ・カリフォルニア
- 日時　2015年12月6日(現地時間)

### 2016
- 開催地　アメリカ・カリフォルニア Esports Arena(Santa Ana)、(TOP8以降)Anaheim Convention Center
- 日時　2016年12月2日～12月3日(現地時間)

### 2017
- 開催地　アメリカ・カリフォルニア Anaheim Hilton Hotel、(TOP8以降)Anaheim Convention Center
- 日時　2017年12月8日～12月10日(現地時間)

### 2018
出場選手枠は32名
- 開催地　アメリカ・ラスベガス HyperX Esports Arena Las Vegas[5](ルクソールホテル)
- 日時　2018年12月14日～12月16日(現地時間)
- 賞金(USドル)
  - 優勝 $250,000

### 2019
32名によるダブルイリミネーション方式を採用。全試合3試合先取で勝利。個人戦とは別に1チーム3人による団体戦、ストリートファイターリーグの日米代表によるワールドチャンピオンシップも同時開催。
- 開催地　アメリカ・カリフォルニア　ロサンゼルス The Novo Theater
- 日時　2019年12月13日～12月15日(現地時間)[6]
- 賞金(USドル)
  - 個人戦 優勝 $250,000 、準優勝 $50,000 、3位 $21,500 、4位 $12,500 、5位タイ 各$9,000 、7位タイ 各$5,000 、9位タイ 各$2,000 、13位タイ 各$1,000 、17位タイ 各$500 、25位タイ 各$250
  - SFL 優勝チーム $90,000 、準優勝チーム $24,000 、3位タイチーム 各$12,000

### 2020
新型コロナウイルス感染症拡大の為、中止。
代替として賞金獲得をかけたオンラインイベント「CAPCOM ProTour2020シーズンファイナル」を2021年2月20日～2月21日(太平洋標準時)に開催。

### CAPCOM CUP VIII
今大会より、タイトルから年度を外しての開催が予定されていたが、中止。代替として賞金獲得をかけたオンラインイベント「CAPCOM Pro Tour2021シーズンファイナル」を2022年2月18日～2月21日(日本時間)に開催。

### CAPCOM CUP IX
カプコンプロツアー2022から、オンラインプレミアの各優勝者（19名）、オフラインプレミア（EVO）の優勝者（1名）、ワールドウォリアーの各勝者（26名）、カプコンカップ9現地で行われる最終予選・LCQの優勝者（1名）の全47名が出場。6名（1組のみ5名）×8グループに分かれBO3（2本先取）による総当たり戦を実施し、首位のプレイヤーがウィナーズ、2位のプレイヤーがルーザーズで決勝トーナメントへ進出。決勝トーナメントからはダブルエリミネーションのBO5（3本先取）となる。

### CAPCOM CUP X
カプコンプロツアー2023から、オンラインプレミアの各優勝者（18名）、オフラインプレミアの優勝者（3名）、ワールドウォリアーの各勝者（26名）、カプコンカップX現地で行われる最終予選・LCQの優勝者（1名）の全48名が出場。6名×8グループに分かれBO3（2本先取）による総当たり戦を実施し、首位のプレイヤーがウィナーズ、2位のプレイヤーがルーザーズで決勝トーナメントへ進出。決勝トーナメントからはダブルエリミネーションのBO5（3本先取）となる。

### CAPCOM CUP 11
カプコンプロツアー2024から、プレミア各準優勝・優勝者（10名）、ワールドウォリアーの勝者・ポイント上位（38名）の計48名が出場。6名×8グループに分かれてBO3（2本選先取）による総当たり戦を実施し、1位のプレイヤーがウィナーズ、2位のプレイヤーがルーザーズで決勝トーナメントへ進出できる。決勝トーナメントからはダブルエリミネーションのBO5（3本先取）となる。

## 中継
YouTube、Twitch、Mildom等の事業者によってストリーミングによるネット配信が行われている。